# Nivala
Nivala è una città finlandese di 10419 abitanti, situata nella regione dell'Ostrobotnia Settentrionale.